# Arnold Peters (Politiker)
William Arnold Peters (* 14. Mai 1922 in Uno Park Ontario; † 17. September 1996 in Ottawa) war ein kanadischer Politiker der Co-operative Commonwealth Federation (CCF) und später der New Democratic Party (NDP). Für beide Parteien vertrat er im kanadischen Unterhaus den Wahlkreis Timiskaming im nordöstlichen Ontario und agierte als Vorsitzender der Ortspartei. Peters war vor allem für seinen progressiven Aktivismus bekannt und war im Parlament aktiv für die Legalisierung von Homosexualität, Strafrechtsreformen und eine bessere Bezahlung Staatsbediensteter.

## Leben
Peters wuchs auf einer Farm auf, bevor er in einer Goldmine arbeitete. Er nahm am Zweiten Weltkrieg als Soldat der Royal Canadian Air Force teil und begann nach seiner Rückkehr in das Zivilleben seine politische Karriere, in welcher er zunächst als Gewerkschaftsfunktionär aktiv war, auf.

### Politische Karriere
Nachdem Peters zunächst 1953 für die CCF in Timmins für das kanadische Unterhaus kandidierte und dort gegen Karl Eyre von der Liberalen Partei unterlag, konnte er bei den Wahlen in den Jahren 1957 und 1958 für seine Partei im Wahlbezirk Timiskaming jeweils das Mandat gewinnen. In seiner Fraktion stieg er schnell in der Hierarchie auf und war seit der Wahl 1958 als Whip für die CCF-Fraktion tätig.
Als 1959 der Vorstand der CCF eine Vereinigung mit dem Canadian Labour Congress vorschlug stellte sich Peters, gemeinsam mit anderen prominenten CCF-Politikern Ontarios wie Douglas Fisher, gegen einen solchen Prozess, da sie befürchteten eine solche neue Partei werde scheitern. Solche Vorbehalte gegen den Vereinigungsprozess, primär durch eine ablehnende Haltung gegenüber den Gewerkschaften, führte dazu, dass die von Peters geführte CCF in Timiskaming in Erwägung zog sich diesem zu entziehen und als CCF selbstständig und in Konkurrenz zur NDP zu kandidieren. Das anfängliche Zögern der CCF Timiskaming unter dem Label der NDP zu kandidieren sollte jedoch den Vereinigungsprozess auf nationaler Ebene beschleunigen, nachdem das Festhalten am alten Namen nicht durch positive Ergebnisse überzeugen konnte.
Nachdem die Fusion im Jahr 1961 zur NDP stattfand, konnte er auch für diese in den Wahlen 1962, 1963, 1965, 1968, 1972, 1974 und 1979 das Mandat verteidigen, ehe er 1980 gegen Bruce Lonsdale von der Liberalen Partei verlor. Nachdem Lonsdale 1982 verstorben war, bewarb Peters sich erneut um das Mandat, konnte bei dieser Wahl jedoch hinter John MacDaugall, der die Progressiv-konservative Partei Kanadas repräsentierte, sowie Pierre Bélangere von der Liberalen Partei nur den dritten Platz belegen. Hierauf schied Peters aus der aktiven Politik aus.

## Würdigung
In Gedenken an Peters vergibt das Northern College im nördlichen Ontario seit 2008 das "Arnold Peters Memorial Scholarship" an jeweils zwei sozial engagierte Studierende aus seinem Wahlkreis Timiskaming.